# Jastrzębia (powiat Radomski)
Jastrzębia is een dorp in het Poolse woiwodschap Mazovië, in het district Radomski. De plaats maakt deel uit van de gemeente Jastrzębia en telt 4.800 inwoners.

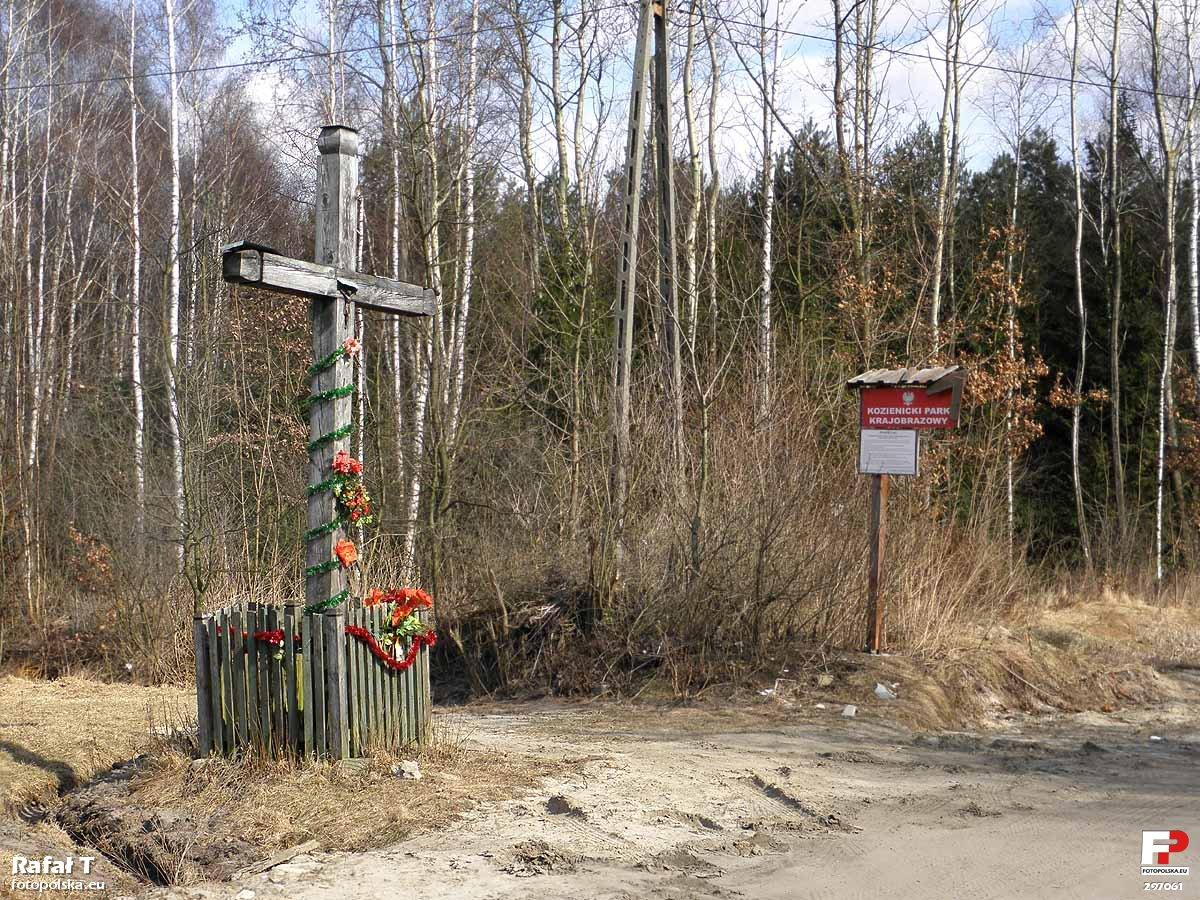
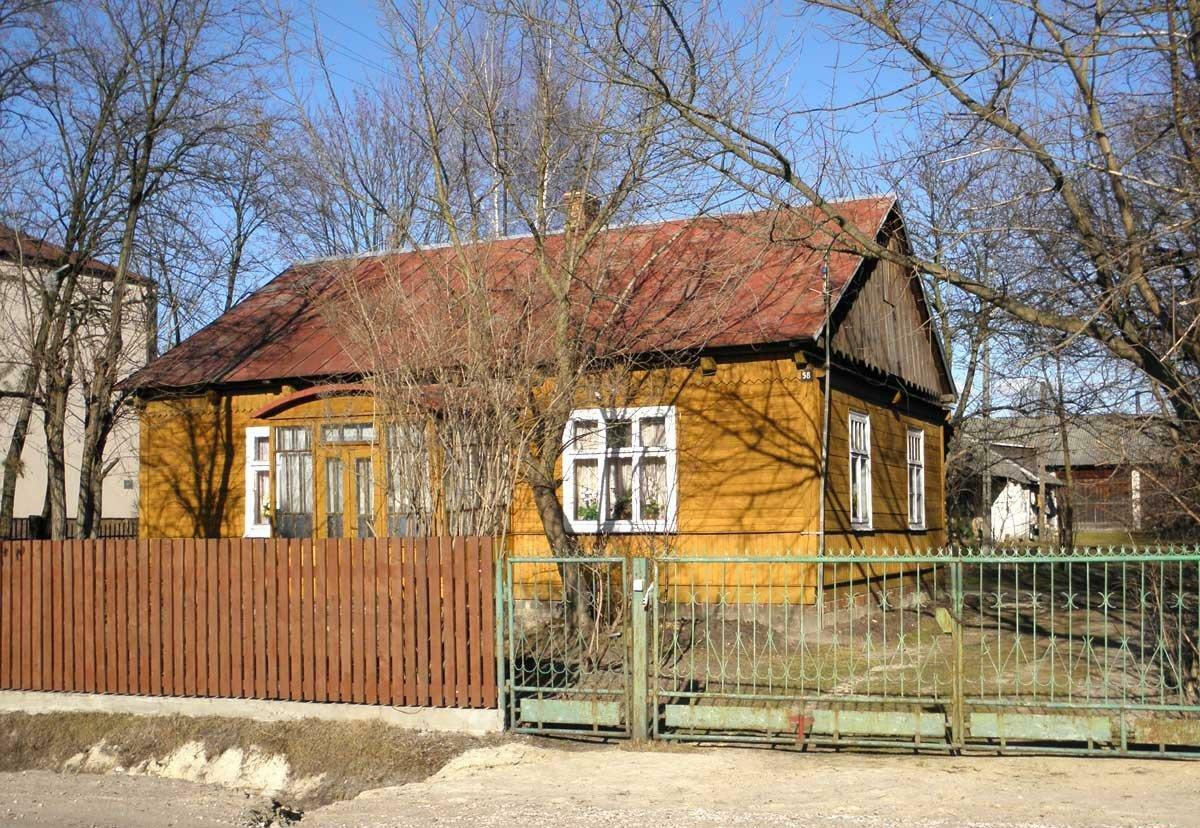
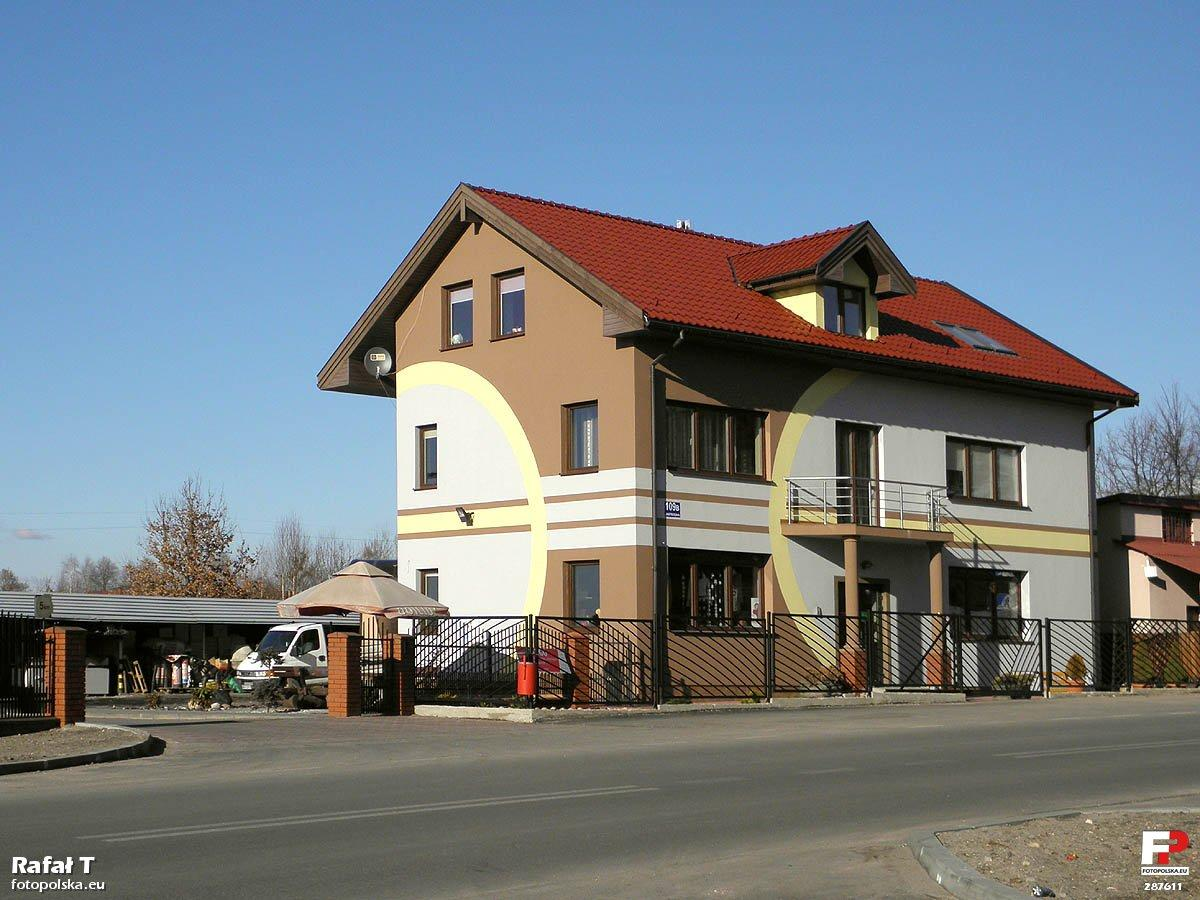
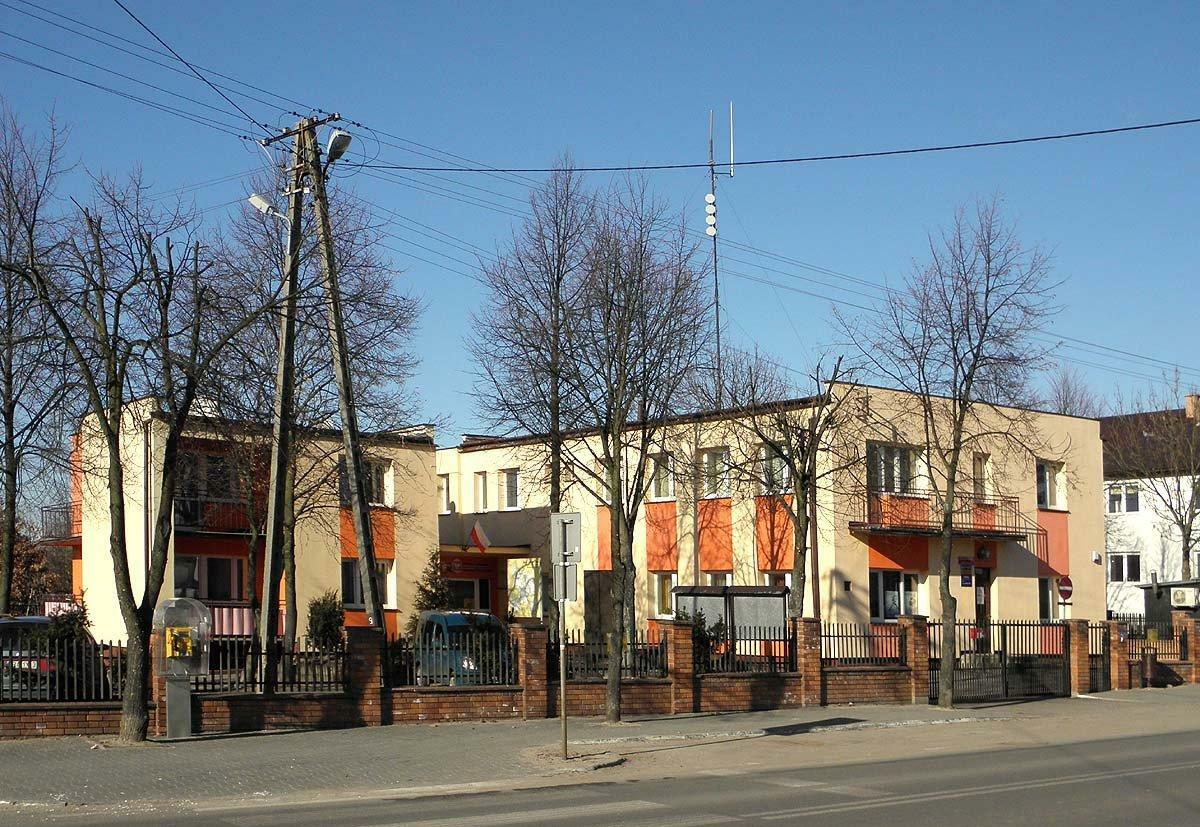
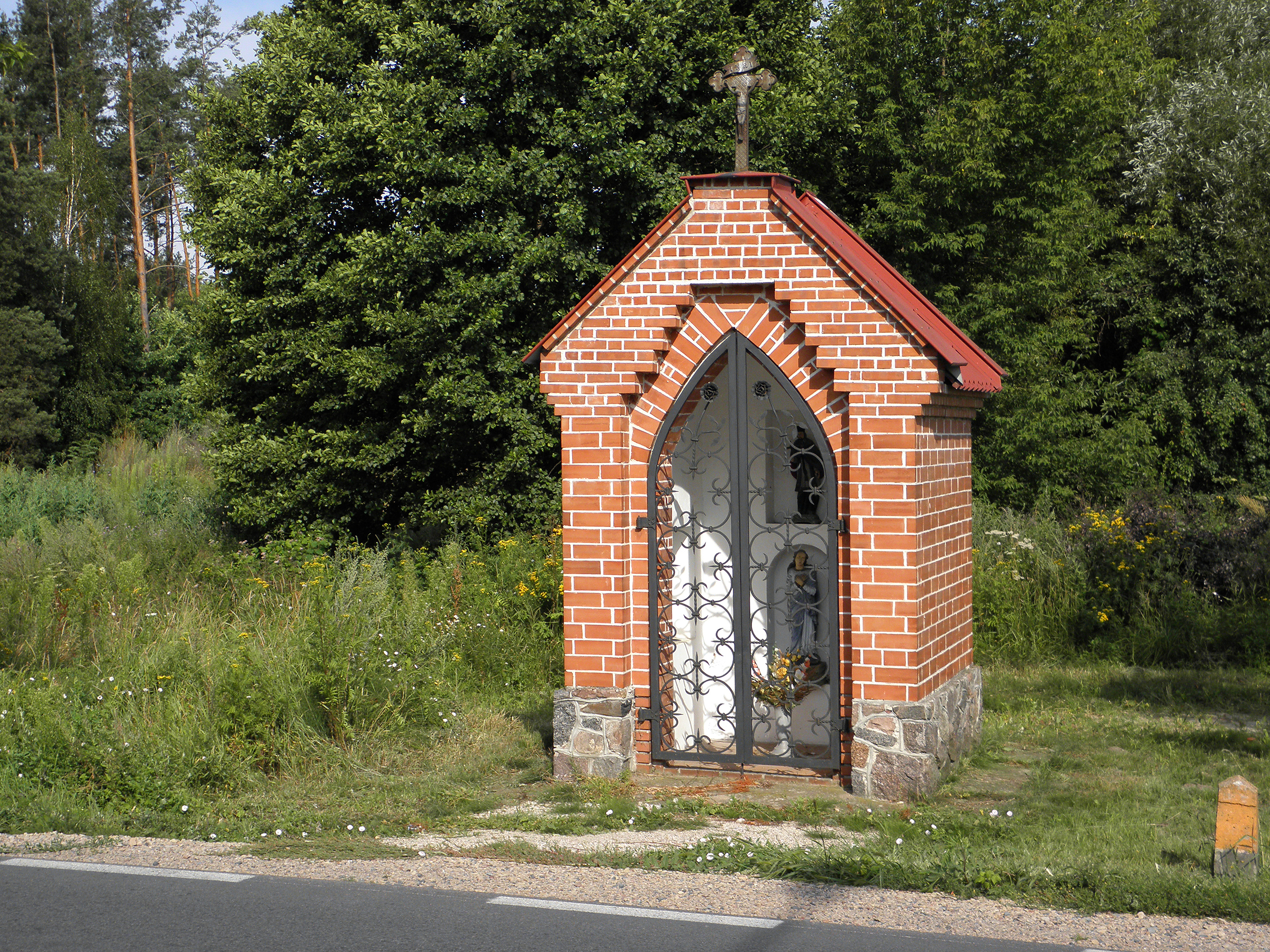
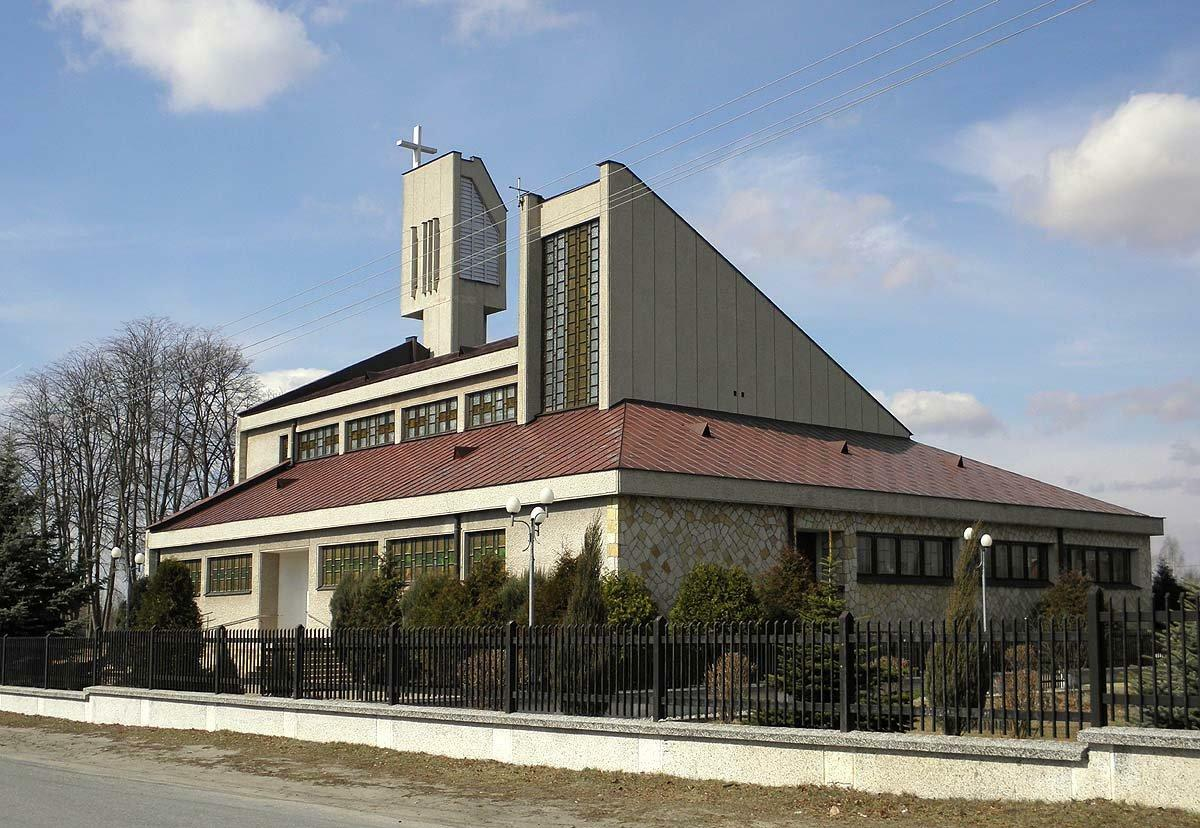